# Heihe

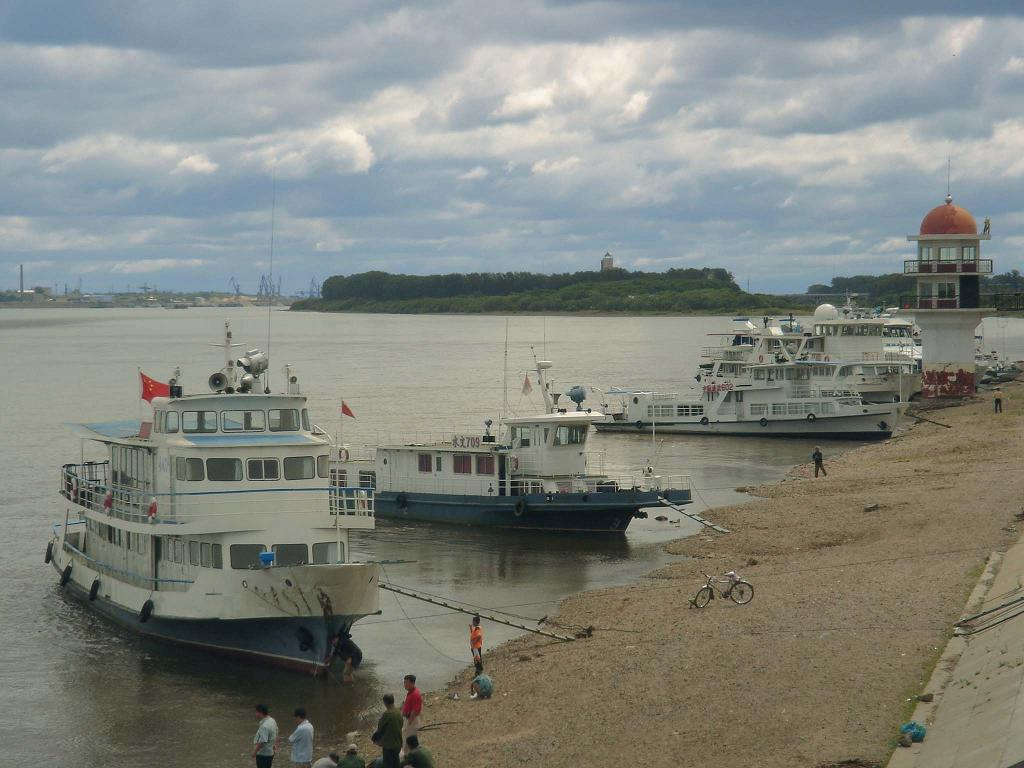
Heilong Jiang (Amur) in Heihe. Links im Hintergrund Russland

Heihe (chinesisch 黑河市, Pinyin Hēihé Shì) ist eine bezirksfreie Stadt in der chinesischen Provinz Heilongjiang. Das Verwaltungsgebiet der Stadt Heihe hat eine Gesamtfläche von 74.415 km² und 1.286.401 Einwohner (Stand: Zensus 2020).

## Geographie
Heihe befindet sich im Norden Nordostchinas, das früher Mandschurei genannt wurde. Es liegt am Heilong Jiang, direkt gegenüber der russischen Stadt Blagoweschtschensk. Die geographischen Koordinaten der Stadt sind 50°27′ Nord und 127°47′ Ost.
Die Stadt ist der Anfangspunkt der Heihe-Tengchong-Linie, die in der Stadt Tengchong (in der Provinz Yunnan) endet.

### Administrative Gliederung
Heihe ist in einen Stadtbezirk, zwei Kreise und drei kreisfreie Städte untergliedert (Einwohnerzahlen, Stand: Zensus 2020):
- Stadtbezirk Aihui (爱辉区), 13.920 km², 223.832 Einwohner;
- Kreis Xunke (逊克县), 18.120 km², 82.134 Einwohner, Hauptort: Großgemeinde Bianjiang (边疆镇);
- Kreis Sunwu (孙吴县), 4.742 km², 73.387 Einwohner, Hauptort: Großgemeinde Sunwu (孙吴镇);
- Stadt Bei’an (北安市), 7.100 km², 308.237 Einwohner;
- Stadt Nenjiang (嫩江市), 15.290 km², 355.528 Einwohner;
- Stadt Wudalianchi (五大连池市), 15.250 km², 243.283 Einwohner.

Die Bevölkerungszahl des Stadtbezirks Aihui, also der Innenstadt, entwickelte sich folgendermaßen:
- 1990 – 080.282
- 2000 – 112.961
- 2002 – 119.500
- 2003 – 190.000
- 2010 – 210.000
- 2020 – 223.832

### Ethnische Zusammensetzung der Gesamtbevölkerung Heihes (2000)
Beim Zensus 2000 wurden für das gesamte Verwaltungsgebiet Heihes 1.671.811 Einwohner gezählt.
| Name des Volkes | Einwohner | Anteil  |
| --------------- | --------- | ------- |
| Han             | 1.608.316 | 96,20 % |
| Manju           | 35.934    | 02,15 % |
| Daur            | 7.213     | 00,43 % |
| Mongolen        | 6.259     | 00,37 % |
| Hui             | 5.980     | 00,36 % |
| Koreaner        | 4.246     | 00,25 % |
| Oroqen          | 1.865     | 00,11 % |
| Ewenken         | 759       | 00,05 % |
| Xibe            | 320       | 00,02 % |
| Miao            | 123       | 00,01 % |
| Yi              | 113       | 00,01 % |
| Tujia           | 104       | 00,01 % |
| Russen          | 102       | 00,01 % |
| Sonstige        | 477       | 00,03 % |

## Geschichte
Ein früherer Name der Stadt ist Aihui.

## Wirtschaft
Heihe hat große Bedeutung als Handelszentrum, insbesondere der Handel mit Russland spielt eine wichtige Rolle. Zusammen mit Blagoweschtschensk bildet Heihe eine Freihandelszone. Die Entfernung zwischen Heihe und Blagoweschtschensk beträgt ca. 1 km über den Grenzfluss Amur und wird mit Fähren abgewickelt. In den letzten Jahren hat Heihe Bedeutung gewonnen als Wintertestregion für die chinesische Automobilindustrie. Firmen wie Continental, TRW Automotive oder VW China haben hier ihre chinesischen Kaltprüfgelände. Am Flusshafen von Heihe wurden 2022 rund 660.000 Tonnen Güter umgeschlagen. Das gesamte Volumen entfiel auf den internationalen Handel.

## Verkehr
Nach drei Jahren Bauzeit wurde Ende November 2019 über den Heilong Jiang (Amur) hinweg die erste russisch-chinesische Autobahnbrücke fertiggestellt. Es ist eine zweispurige, über einen Kilometer lange Extradosed-Brücke, die Bestandteil einer 20 km langen Autobahn beiderseits der Grenzen ist. Um die Finanzierung der Brücke zu amortisieren, werden 16 Jahre lang Mautgebühren erhoben.
In Vorbereitung ist eine Seilbahn für Fußgänger und Touristen, die Heihe und Blagoweschtschensk mit wenigen Minuten Fahrzeit verbinden wird. Die Seilbahn soll mit vier Kabinen ausgestattet werden, jeweils mit einer Kapazität für 60 Passagiere.

## Kultur
Sehenswert ist die 31 km vom Stadtzentrum Heihes entfernte historische Stadt Aigun (瑷珲), die heutige Großgemeinde Aihui (瑷珲镇, amtliche Schreibung der Ortsbezeichnung von Großgemeinde Aihui als 爱辉镇 von 1956–2015). Dort wurde 1858 der Vertrag von Aigun zwischen dem chinesischen Kaiserreich und dem Russischen Kaiserreich geschlossen. 250 km entfernt vom Zentrum Heihes befindet sich das Wudalianchi-Seengebiet, eine landschaftlich reizvolle Gegend, die als Kurregion gilt.

## Persönlichkeiten
- Xu Fu (* 1995), Shorttracker